# Reupelsdorf
Reupelsdorf ist ein Gemeindeteil des Marktes Wiesentheid im unterfränkischen Landkreis Kitzingen.

## Geografische Lage
Das Pfarrdorf befindet sich im Nordwesten des Wiesentheider Gemeindegebietes. Im Norden beginnt mit Eichfeld das Stadtgebiet Volkachs, im Nordosten liegt Laub, Teil der Gemeinde Prichsenstadt. Östlich liegt Prichsenstadt, der Südosten wird von Wiesentheid eingenommen. Südlich von Reupelsdorf, getrennt durch den Michelheidewald, befindet sich Feuerbach. Im Westen liegt Schwarzach am Main-Düllstadt, die ehemals zu Reupelsdorf gehörende Wasenmeisterei liegt dem Ort am nächsten. Noch heute ist der Wiesentheider Gemeindeteil Fuchsenmühle Teil der Reupelsdorfer Gemarkung. Die Mühle liegt nordöstlich des Dorfes. Mit Dimbach liegt im Nordwesten ebenfalls ein Volkacher Gemeindeteil. 
Nächstgelegene größere Städte sind Volkach, ungefähr 7,5 Kilometer entfernt, und Kitzingen mit einer Entfernung von 12 Kilometern.
Naturräumlich bildet das Gebiet um Reupelsdorf, Dimbach und Teile der Weininsel eine eigene Untereinheit, die von großen Flugsandgebieten geprägt wird. Das Dimbacher Flugsandgebiet ist Teil der Kitzinger Mainebene im Steigerwaldvorland, die zu den Mainfränkischen Platten gezählt wird. Der Ort wird vom Mainzufluss Schwarzach durchflossen. Daneben finden sich die Bäche Seeflußgraben, Marbach und Bernbach in der Gemarkung.
In der Gemarkung von Reupelsdorf liegt mit dem Staatswaldrevier Reupelsdorf eines der drei Landschaftsschutzgebiete im Landkreis Kitzingen. Das Areal wurde 1971 unter Schutz gestellt und soll die Kolonien der vom Aussterben gefährdeten Waldameisen schützen.
Durch den Ort verläuft der Fränkische Marienweg.

## Geschichte
Die Stelle, wo heute Reupelsdorf liegt, war bereits in vorgeschichtlicher Zeit besiedelt. In der näheren Umgebung wurden einige Hügelgräber freigelegt. Der Ortspfarrer entdeckte im Jahr 1971 53 Beile und Sicheln aus der Bronzezeit. Die Funde sind im Mainfränkischen Museum in Würzburg ausgestellt. Mit der Christianisierung wurde Reupelsdorf Teil der Großraumpfarrei Stadtschwarzach.
Erstmals erwähnt wurde Reupelsdorf am 18. Januar 1230, zunächst als „Rihpoltesdorf“ und „Reippersdorf“. Erstmals aus dem 13. Jahrhundert sind die Grafen von Castell als Dorfherren überliefert. Sie verkauften ihre Rechte im Jahr 1290 an die Mönche des Klosters Münsterschwarzach, für das der Ort ein wichtiger Teil seines Besitzes wurde. Gleichzeitig erhielt die Abtei das Schloss des Ortes als Lehen, Es wurde allerdings im Deutschen Bauernkrieg im Jahre 1525 von Ochsenfurter Aufständischen zerstört.
Weitere Zerstörungen brachte der Markgrafenkrieg des Jahres 1553, als das Dorf zehnmal von den Soldaten des Friedrich von Sachsen geplündert wurde. Der Dreißigjährige Krieg entvölkerte das Dorf zeitweise vollständig. Die Äbte des Klosters organisierten den Wiederaufbau. Die Verbindung mit der Abtei wurde im Jahr 1803 jäh unterbrochen, als Münsterschwarzach mit der Säkularisation aufgelöst wurde. Reupelsdorf erhielt den großen Klosterforst, der 1806 als Staatswald umgewandelt wurde.

### Ab dem 20. Jahrhundert
Im Ersten Weltkrieg starben acht Männer aus dem Dorf, drei erlagen ihren Verletzungen in deutschen Lazaretten. Insgesamt 20 Reupelsdorfer fielen im Zweiten Weltkrieg. In den letzten Tagen des Zweiten Weltkriegs waren SS-Truppen und mehrere ungarische Kriegsgefangene in Reupelsdorf einquartiert. Amerikanische Tiefflieger beschossen das Dorf am 4. April 1945 und zerstörten einige Häuser.
Nach dem Krieg nahm die Gemeinde insgesamt 36 Heimatvertriebene auf. In der Nachkriegszeit trieb man die Modernisierung voran. 1954 entstand die Kanalisation, zwischen 1962 und 1968 wurde die Flurbereinigung durchgeführt, neue Siedlungsgebiete wurden erschlossen. 
Vor der Gemeindegebietsreform war Reupelsdorf eine selbständige Gemeinde mit den Gemeindeteilen Reupelsdorf Fuchsenmühle und Wasenmeisterei. Am 1. Juli 1972 wurde sie in die neugebildete Großgemeinde Wiesentheid eingegliedert. 1978 und 1979 wurde das Dorf an die Fernwasserversorgung angeschlossen, 1982 eine Kläranlage errichtet.

## Kultur und Sehenswürdigkeiten

### Bau- und Bodendenkmäler

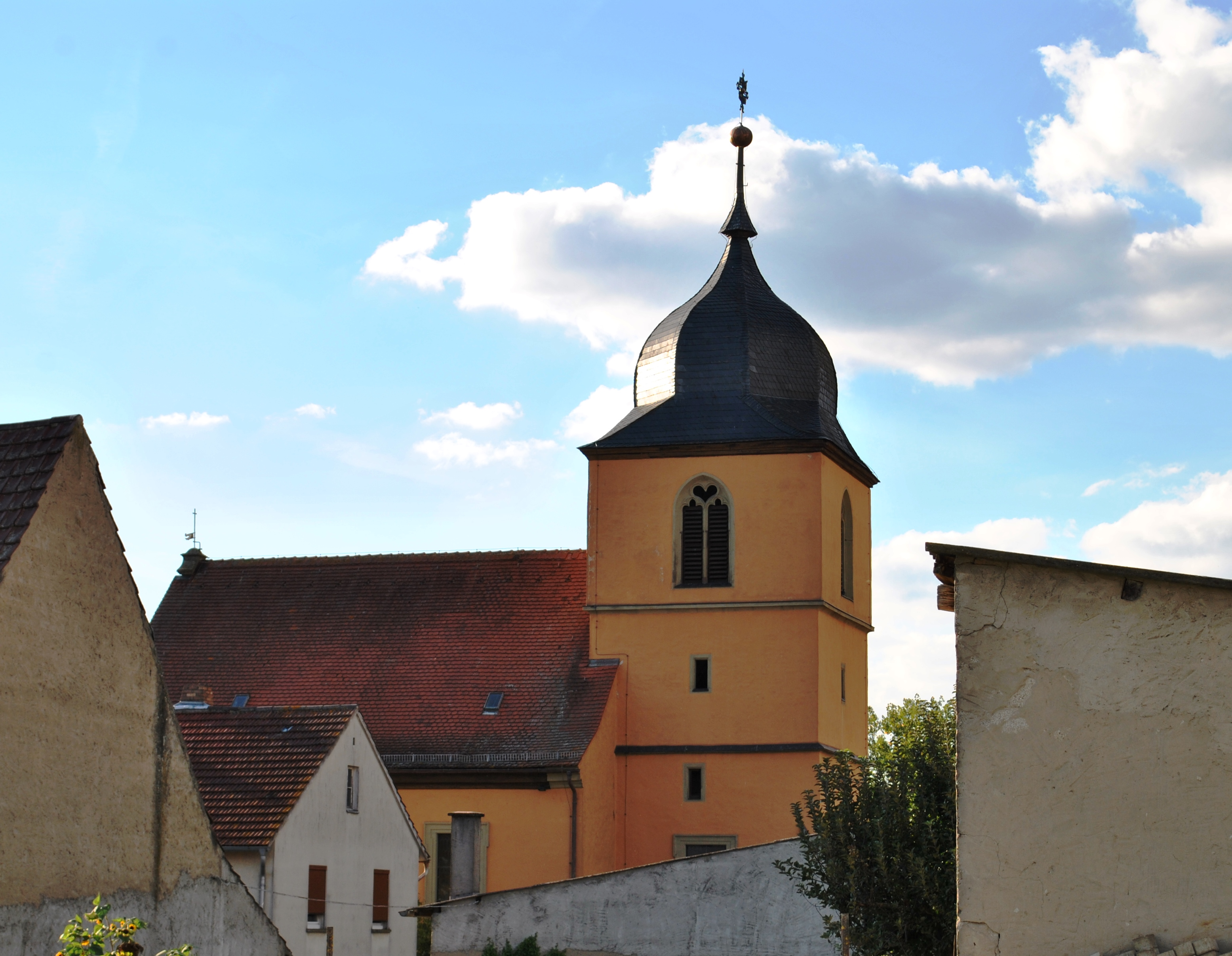
Die Kirche St. Sebastian

Die katholische Pfarrkirche St. Sebastian bildet den Mittelpunkt des Dorfes. Die Untergeschosse des Turms wurden in spätgotischer Zeit errichtet, 1610 wurde er aufgestockt und es entstand ein sogenannter Julius-Echter-Turm. Zu Beginn des 18. Jahrhunderts errichtete man das Langhaus und stattete die  Kirche aus. Aus der Balthasar-Neumann-Kirche des Klosters Schwarzach kamen bei deren Erneuerung die Seitenaltäre. Ältestes Element der Ausstattung ist das gotische Sakramentshäuschen aus der Zeit um 1450. 
Die ehemalige Befestigung der Grafen zu Castell ist nicht erhalten. Die untertägigen Reste des Burgstalls Reupelsdorf sind vom Bayerischen Landesamt für Denkmalpflege als Bodendenkmal registriert. Die Burg bestand wohl bereits seit dem 11. Jahrhundert und gehörte zunächst den Grafen zu Castell. Ab 1486 erhielten die Äbte von Münsterschwarzach die Burg als Lehen. 1525 wurde sie niedergebrannt und nicht wieder aufgebaut.
Im Dorf gibt es mehrere Bildstöcke und Kleindenkmäler aus verschiedenen Jahrhunderten. Ein Kruzifix entstammt wohl bereits dem 16. Jahrhundert. Die meisten Martern sind dem 17. und 18. Jahrhundert zuzuordnen. In Reupelsdorf stehen einige typische fränkische Bauernhäuser des 19. Jahrhunderts.

### Sebastiansbruderschaft
Das Patrozinium der Kirche ist ein Hinweis auf die lange Verehrung des heiligen Sebastian in Reupelsdorf. Als Schutzpatron der Schützen und als Pesthelfer wurde der Heilige von den Dorfbewohnern bereits in der Vergangenheit hochgeschätzt. So schuf man 1682 ein Gerichtssiegel, das den gefesselten Heiligen an einem Baum zeigt und später zum Wappen der selbstständigen Gemeinde umgewandelt wurde.
Auf Initiative der Herren von Seinsheim, die als Ministeriale in der Burg Reupelsdorf saßen, wurde im 15. Jahrhundert eine Sebastiansbruderschaft gegründet. Zunächst war sie auch dem heiligen Fabianus unterstellt worden, in späterer Zeit unterstand sie dann lediglich dem Ortspatron Sebastian. Dort versammelten sich über 20 Personen, die sich aus dem niederen Adel der Umgebung und einigen Pfarrern aus den anderen schwarzachischen Klosterdörfern zusammensetzten.
Im Jahr 1481 erhielt die Sebastiansbruderschaft auch die bischöfliche Bestätigung durch Fürstbischof Rudolf II. von Scherenberg. Wie in ähnlichen Bruderschaften in den Städten der Umgebung trafen sich die Mitglieder regelmäßig zu einem besonderen Gebet. Außerdem sicherten sie sich ihre gegenseitige Unterstützung zu und trugen ein Abzeichen. Im 16. Jahrhundert verlor die Bruderschaft an Bedeutung und wurde um 1700 aufgegeben. 1897 kam es zu einer Neugründung, die noch heute besteht.

## Wirtschaft und Infrastruktur

### Wirtschaft
Reupelsdorf war lange Zeit ein reines Bauerndorf. Im Jahr 1949 existierten noch 203 landwirtschaftliche Höfe, die zumeist als Familienunternehmen geführt wurden. Bereits 1974 bestanden nur noch 92 solcher Betriebe. Aufgrund der kleinen Betriebsflächen verwandelten sich die Höfe in den darauffolgenden Jahrzehnten in Nebenerwerbsbetriebe. Heute ist Reupelsdorf ein typisches Pendlerdorf, da auch mit dem Tourismus kaum Geld verdient wird.

### Bildung
Reupelsdorf liegt heute im Sprengel der Nikolaus-Fey-Grundschule im Hauptort Wiesentheid. Ebenso besuchen die Reupelsdorfer Kinder die Mittelschule in Wiesentheid. Weiterführende Schulen können mit der Mädchenrealschule in Volkach und mit der Realschule in Dettelbach besucht werden. Gymnasien gibt es in Münsterschwarzach (Egbert-Gymnasium), Volkach-Gaibach (Franken-Landschulheim Schloss Gaibach), Wiesentheid (Steigerwald-Landschulheim) und Kitzingen (Armin-Knab-Gymnasium).

## Persönlichkeiten
- Gottfried von Seinsheim (um 1132–1213), Abt des Klosters Münsterschwarzach (1182/1183–1213)
- Roman Rausch (* 1961 in Gerolzhofen), Schriftsteller, wuchs in Reupelsdorf auf